# Oderinsel Küstrin-Kietz

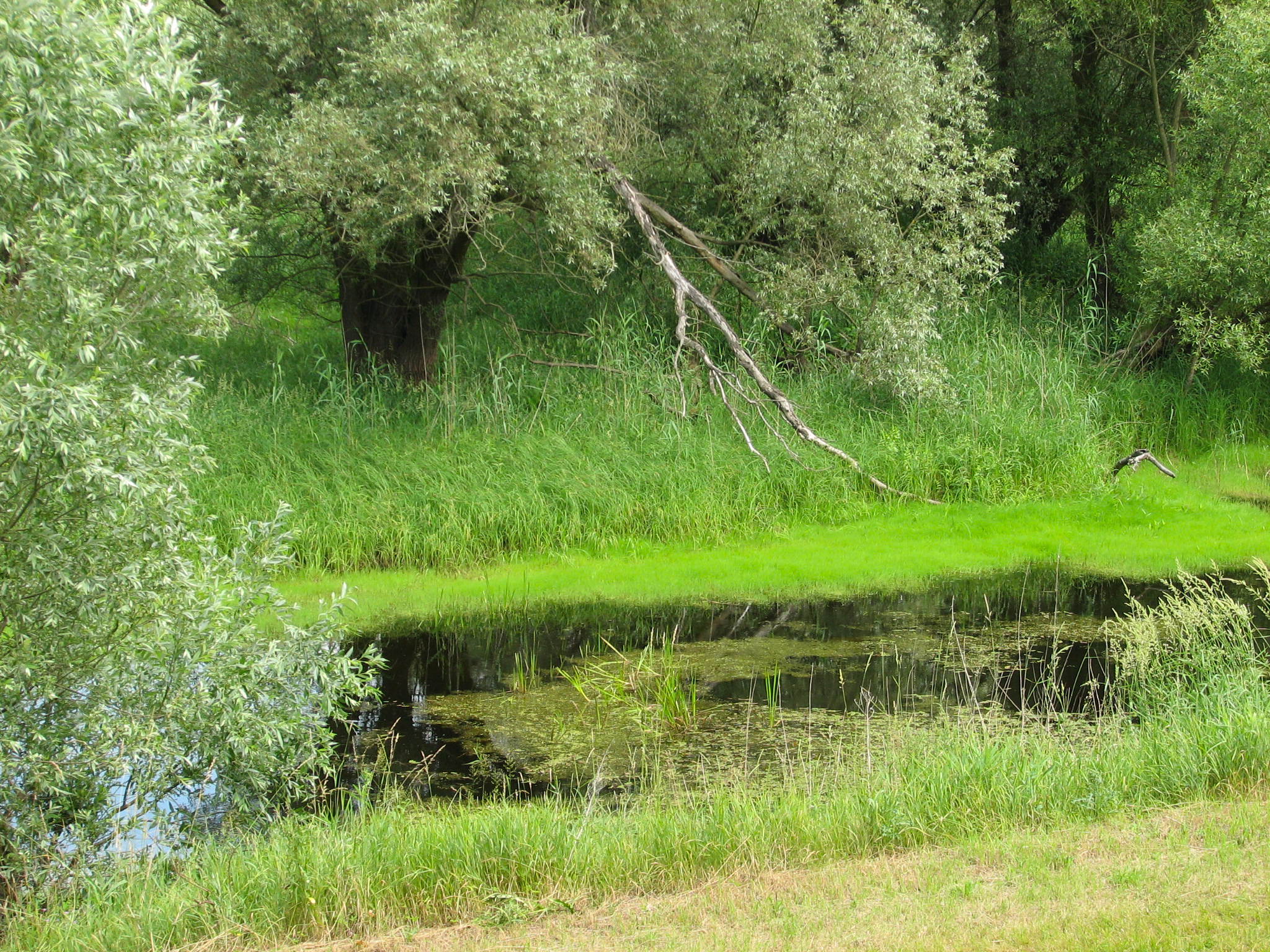
Naturschutzgebiet Oderinsel Küstrin-Kietz (Juni 2006)

Das Naturschutzgebiet Oderinsel Küstrin-Kietz liegt auf dem Gebiet der Gemeinde Küstriner Vorland im Landkreis Märkisch-Oderland in Brandenburg.
Das rund 213 ha große Gebiet mit der Kenn-Nummer 1615 wurde mit Verordnung vom 12. November 2010 unter Naturschutz gestellt. Das Naturschutzgebiet erstreckt sich östlich von Küstrin-Kietz, einem Ortsteil der Gemeinde Küstriner Vorland, entlang der östlich fließenden Oder und der östlich verlaufenden Staatsgrenze zu Polen. Durch das Gebiet hindurch verläuft die B 1.